# 子之之乱
子之之乱，是公元前314年发生在东周战国时期燕国的一场内乱。

## 经过
东周战国时期的燕国君主哙听信与燕国相子之有深厚关系的苏代所言，将燕国大权交给子之。甚至想效仿尧舜禅让王位给子之，为了能让子之平稳继位，将原本属于燕国的太子平的重要官员的任命权交给了子之。导致了太子和燕国军方的不满，子之顺利称王三年后，燕太子平起兵反对子之，派将军市被领兵围困王宫攻打子之，双方交战几个月，死伤数万人，市被没能打败子之，倒戈转而进攻太子，结果战死，太子平也在内乱中被杀。此次内乱死伤众多，导致燕国国力大损，民心溃散，齐国趁机出兵攻打，很快就攻灭了燕国，子之和燕王哙皆被杀。后在秦、赵的帮助下才得以复国，公子职登基，是为燕昭王。